# Пулохма
Пулохма (устар. Пухлома) — река в России, протекает по Ростовскому району Ярославской области. Устье реки находится в 22 км по правому берегу реки Сара, напротив деревни Теханово. Длина реки составляет 21 км, площадь водосборного бассейна — 153 км².
Река начинается в мелиоративной системе к востоку от озера Рюмниково, которое сообщается с рекой через приток Студенец. Русло спрямлено каналом, течёт сначала на север по болотистой местности. Затем река течёт уже в естественном русле на запад, по лесной местности, населённых пунктов вдоль реки нет.

## Данные водного реестра
По данным государственного водного реестра России относится к Верхневолжскому бассейновому округу, водохозяйственный участок реки — Волга от Рыбинского гидроузла до города Кострома, без реки Кострома от истока до водомерного поста у деревни Исады, речной подбассейн реки — Волга ниже Рыбинского водохранилища до впадения Оки. Речной бассейн реки — (Верхняя) Волга до Куйбышевского водохранилища (без бассейна Оки).
Код объекта в государственном водном реестре — 08010300212110000011207.